# Stadionbad (Wien)

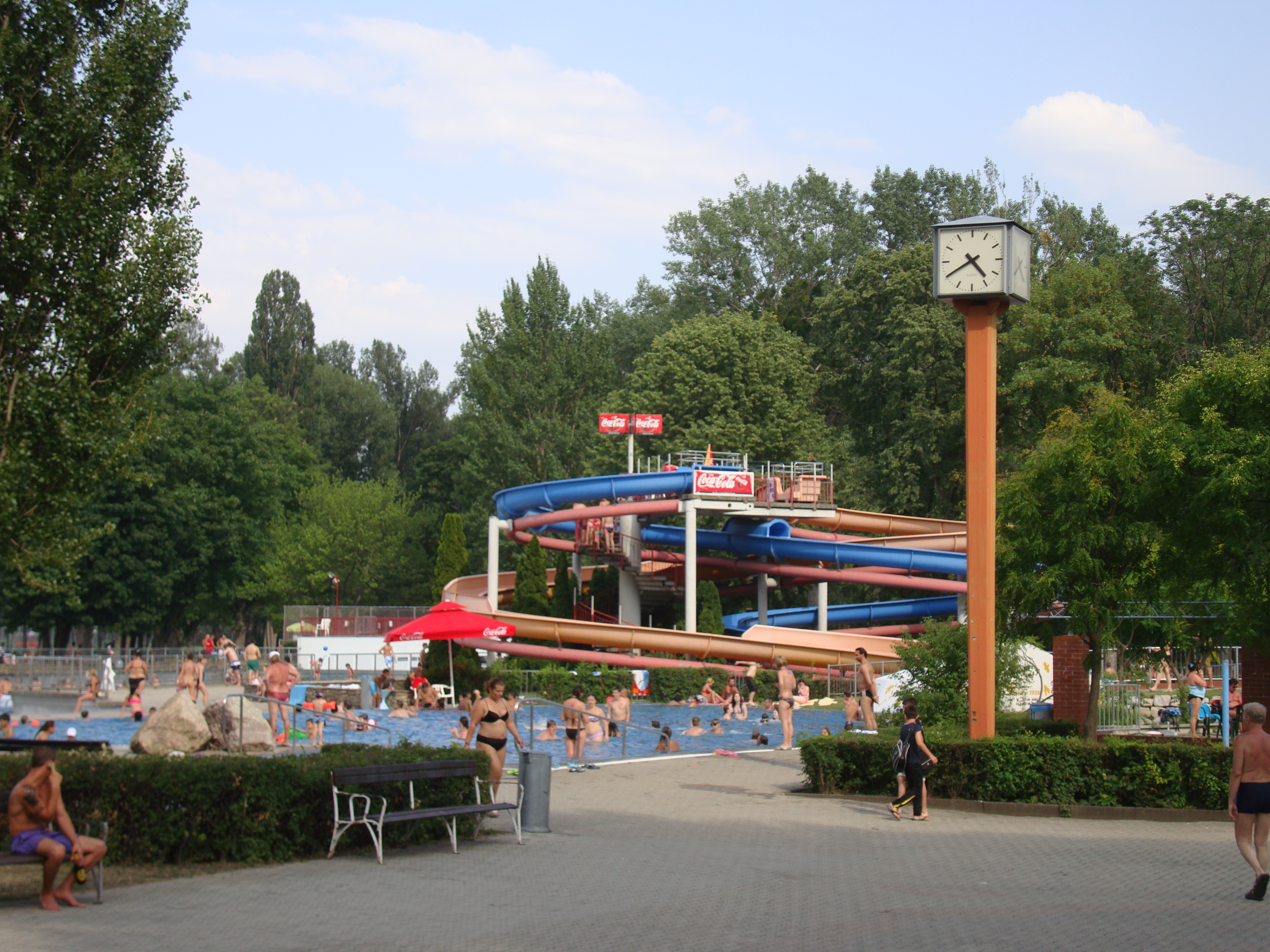
Wasserrutschen im Stadionbad

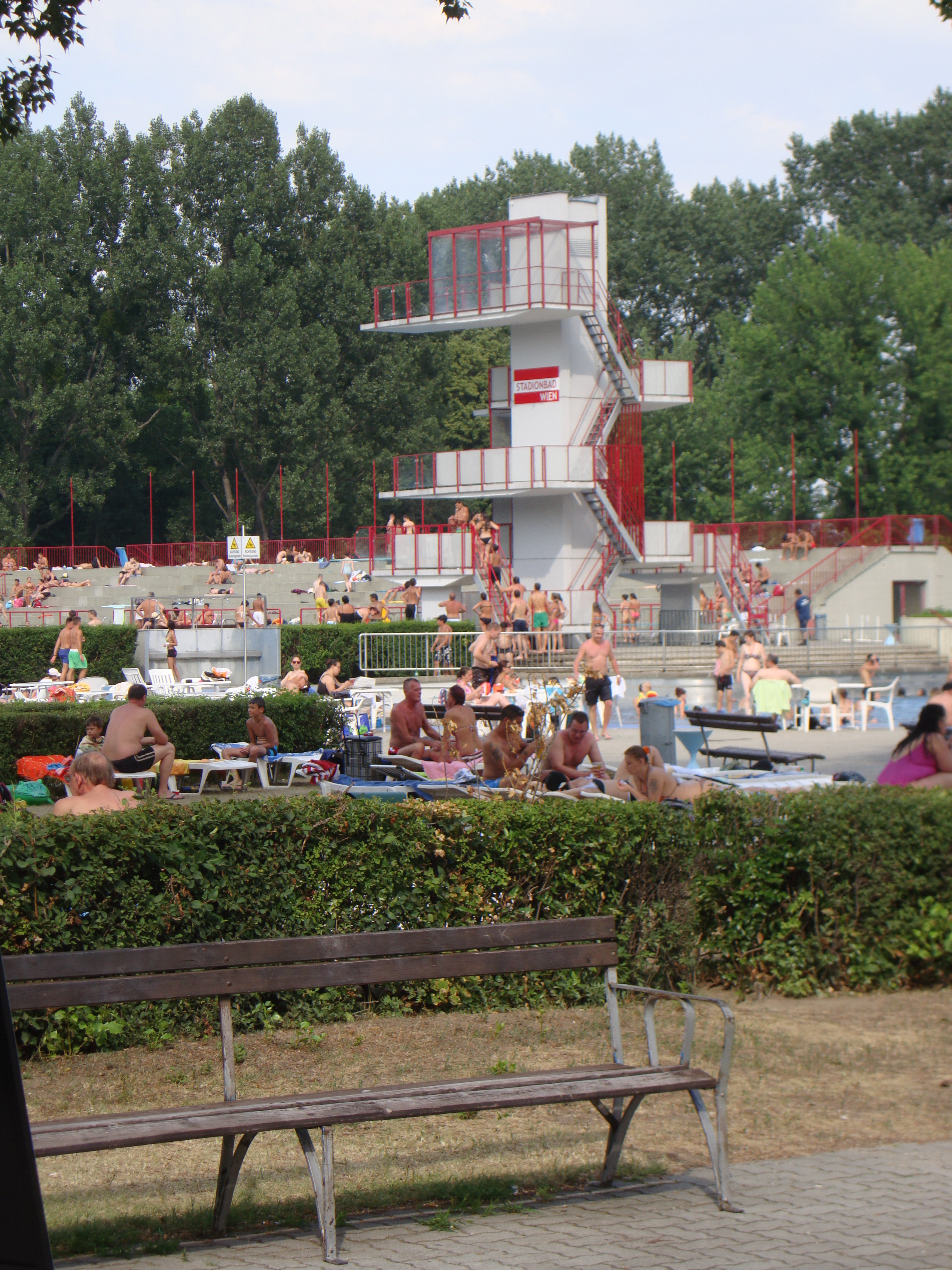
10-Meter-Sprungturm

Das Stadionbad ist eines der größten Sport- und Freizeitbäder Wiens und befindet sich im Prater im 2. Wiener Gemeindebezirk Leopoldstadt neben dem namensgebenden Ernst-Happel-Stadion. 
Noch um 1925 befand sich an dieser Stelle der Krieau (südöstlich der Meierei und nordöstlich der Prater-Hauptallee) ein Waldstück namens „Rondeaumais“. 1928 wurde mit dem Bau der großen Sportstätten (insbesondere des Praterstadions) begonnen. Die Grünlandschaft der Au wurde dadurch verringert. 
Das Stadionbad wurde nach Plänen von Otto Ernst Schweizer erbaut und 1931 eröffnet, um gemeinsam mit dem heutigen Stadion und einer dort befindlichen Radrennbahn ein Sportzentrum zu schaffen. Im Eröffnungsjahr fanden hier Bewerbe der in Wien abgehaltenen Arbeiterolympiade statt.
Nach dem Zweiten Weltkrieg wurde das Bad zunächst nur provisorisch und erst ab dem 20. Mai 1949 wieder offiziell eröffnet. 1956/57 erfolgte nach Entwürfen von Theodor Schöll ein Neubau der gesamten Anlage.
Das Bad ist für 6500 Besucher ausgelegt, dazu kommen allerdings noch die Besucher mit sogenannten „Wiesenkarten“. Die Gesamtfläche umfasst 129.824 m², von denen 6286 bebaut sind. Den Gästen stehen 966 Kabinen und zusätzlich noch 3332 Kästchen zur Verfügung.
Das Bad verfügt seit Mai 2021 über zwei 50-m-Schwimmbecken, ein Wasserball-Becken (33 m) sowie ein eigens für den 10-m-Sprungturm vorbehaltenes Becken. Darüber hinaus gibt es ein Wellenbad (stündlich 10 Minuten in Betrieb) mit einer Wellenmaschine, deren Wellenausstoß im Jahr 2010 stark reduziert wurde sowie mehrere Becken für Kinder und zwei Wasserrutschen.
Für Wettkampfzwecke ausgelegt, besitzt das Bad eine Stahlbetontribüne mit 2116 Sitz- und Stehplätzen für weitere Besucher. Das Bad verfügt auch über ein Restaurant für 2000 Gäste und sonstige Gastronomiebetriebe. Über den Umkleide-Bereichen für Tages- und Saisongäste, die auch zahlreiche Kabinen aufweisen, befinden sich zwei Sonnenbäder von etwa 200 m². 2012 wurde der Bereich für die Damen durchweg modernisiert, 2013 verschwanden auch im Herrensektor die Holzkasteln der Nachkriegszeit. Die Sanitärbereiche des ganzen Bades wurden inzwischen neu adaptiert.
Heute wird das Bad von der Wiener Sportstätten Betriebsgesellschaft m.b.H. (als Teil der Wien Holding) verwaltet und ist damit mittelbar eine Einrichtung im Eigentum der Stadt Wien.